# Geppina Gepi
Geppina Gepi è un brano musicale di Francesco Saverio Mangieri, cantato da Totò insieme ad Anna Magnani nel film Risate di gioia di Mario Monicelli (1960).
Il brano fu inciso anche dal Quartetto Cetra e da Joe Sentieri con il titolo Geppyna.